# Wilhelm von Tangen Hansteen
Wilhelm von Tangen Hansteen, norveški general, * 1896, † 1980.